# 무인 곽원갑
《무인 곽원갑》(중국어: 霍元甲, 영어: Fearless)는 중국에서 제작된 우인태 감독의 2006년 액션 영화이다. 이연걸 등이 주연으로 출연하였고 강지강 등이 제작에 참여하였다.

## 출연진
- 이연걸 - 곽원갑 역
- 나카무라 시도 - 안도 타나카 역
- 쑨리 - 문 역
- 동용 - 농경손 역
- 하라다 마사토 - 미타 역
- 포기정 - 곽원갑의 어머니 역
- 브랜든 레아 - 유럽 펜싱 챔피언 역
- 안토니 드 롱기스 - 벨기에 육군대령 역
- 장 끌로드 로어 - 영국인 권투선수 역
- 네이단 존스 - 허클즈 오브라이언 역

## 한국핀 성우진 (MBC, 2006년 10월 3일)
- 김도현 - 곽원갑(이연걸)
- 이종혁 - 경손(동용)
- 엄태국 - 안도 다나카(나카무라 시도)
- 김서영 - 월자(쑨리) / 곽원갑의 딸(장설영)
- 김명수 - 내복(정량)
- 이우신 - 진사부(진지휘)
- 안장혁 - 미타(하라다 마사토)
- 양희문 - 곽원갑의 아버지(예성)
- 김민성 - 조건(의세웅)
- 이미자 - 곽원갑의 어머니(포기정) / 어린 곽원갑(노우호)
- 엄현정 - 월자의 할머니(곡운)
- 윤복성 - 외국인(존 페이슬리)
- 노계현 - 진사부의 대자(향좌)
- 이원찬 - 거지(하거)
- 김두희 - 오브라이언(네이선 존스)
- 이민하 - 어린 경손(주기륭)